# كوري براون (لاعب كرة قاعدة)
كوري براون (بالإنجليزية: Corey Brown) هو لاعب كرة قاعدة أمريكي، ولد في 26 نوفمبر 1985 في تامبا في الولايات المتحدة.

## وصلات خارجية
- كوري براون على موقع دوري كرة القاعدة الرئيسي (الإنجليزية)
- كوري براون على موقعبيزبول رفرنس.كوم (الدوري الرئيسي) (الإنجليزية)
- كوري براون على موقعبيزبول رفرنس.كوم (الدوري الثانوي) (الإنجليزية)
- كوري براون على موقع إي إس بي إن.كوم (أم.أل.بي) (الإنجليزية)
- كوري براون على موقع مشجعي الرسوم البيانية (الإنجليزية)